# Грэммер, Камиль
Ками́ль Грэ́ммер (англ. Camille Grammer), в девичестве — Доната́ччи (англ. Donatacci; род. 2 сентября 1968, Ньюпорт-Бич, Калифорния) — американская телевизионная персона, известная благодаря участию в реалити-шоу «Настоящие домохозяйки из Беверли-Хиллз». Бывшая модель, снималась для мужского журнала «Playboy». Представитель Фонда по борьбе с раком среди женщин.

## Ранние годы
Камиль Грэммер, в девичестве Донатаччи, родилась 2 сентября 1968 года в Ньюпорт-Биче (штат Калифорния, США). У неё есть младший брат — Джозеф Донатаччи (род. 1970).

## Личная жизнь

### Браки и дети
С 1997 по 2011 год Грэммер была замужем за актёром Келси Грэммером. У бывших супругов есть двое детей, рождённых суррогатной матерью — дочь Мейсон Оливия Грэммер (род. 24 октября 2001) и сын Джуд Гордон Грэммер (род. 28 августа 2004). С 20 октября 2018 года Грэммер замужем за адвокатом Дэвидом Си Мейером, с которым она встречалась два года до их свадьбы.

### Проблемы со здоровьем
11 октября 2013 года Грэммер перенесла радикальную гистерэктомию, после того как ей был поставлен диагноз внутриматочный рак 2-й стадии.
14 декабря 2017 года стало известно, что Грэммер вновь был диагностирован рак, на этот раз плоскоклеточная карцинома, и недавно она перенесла операцию по удалению раковых клеток. В настоящее время она находится в состоянии ремиссии.